# Ragnastrike Angels
Ragnastrike Angels (ラグナストライクエンジェルズ Raguna Sutoraiku Enjeruzu) es un anime corto que consiste de 12 episodios con una duración de 30 segundos cada uno, emitiéndose del 3 de abril de 2016 hasta el 19 de junio de 2016, basado en un videojuego que está programado a publicarse en agosto del 2016.

## Sinopsis
En el año 2035, repentinamente apareció una forma de vida enorme llamada "Fiarem" que condujo a la humanidad al borde de la muerte. Para que la raza humana pudiera enfrentar esta enorme raza de androides, se desvió una enorme cantidad de dinero para el desarrollo de tecnología biológica militar que afectara el factor de crecimiento celular, permitiéndoles a ciertos humanos incrementar su tamaño a 38 metros (125 pies) de altura.
La historia sigue a un grupo de seis chicas hermosas que son miembros de las tropas especiales "Laguna Strikers", un grupo de guerreras cuyo objetivo es enfrentar a los Fiarem.

## Personajes

### Heroínas
Ayano Anemori (姉守 綾乃 Anemori Ayano)
Seiyū: Tomoyo Kurosawa
La protagonista de la serie, ella es una niña arruinada la cual preferiría no dejar la comodidad de su casa. Sin embargo, ella tiene un fuerte sentido de la justicia que la lleva a enfrentar el "Fiarem" para proteger al mundo. 
Moka Mihime (美姫 もか Mihime Moka)
Seiyū: Inori Minase
Una niña inocente que actúa como una mascota y es tratada por todos como una hermana menor. Ella hace Cosplay.
Nagisa Nanami (那波 ナギサ Nanami Nagisa)
Seiyū: Ayane Sakura
Ella se ve genial, pero realmente es una chica pura e inocente. Ella también es una genio con un CI de 200.
Izuki Kanomiya (華ノ宮 伊月 Kanomiya Izuki)
Seiyū: Maaya Uchida
La prestigiosa hija única de "Miyake Hanako". Ella se comporta como una chica noble y cree que ella es la mejor. Ella también es curiosa acerca de las vidas de la gente ordinaria.
Hinata Tōjō (東条 ひなた Toujou Hinata)
Seiyū: Mai Fuchigami
Tan desinteresada como puede ser, su personalidad es como el calor del sol. Ella es buena en el trabajo casero, pero asusta a sus compañeras de equipo con su cocina creativa. Ella también a veces va en diálogo de imaginación.
Kasumi Bernette Midō (御堂 かすみ バーネット Midou Kasumi Baanetto)
Seiyū: Aoi Yūki
Una exmilitar cuyo "Experimento Gigante" terminó en fracaso, causando que obtenga la apariencia de 14 años, debido al fenómeno de recesión. Ella odia cuando sus compañeras de equipo la tratan como una niña. Adicionalmente, ella también disgusta su falta de disciplina.

### Comandantes
Rio Hīragi (柊理緒 Hiiragi Rio)
Seiyū: Mai Nakahara
La comandante de las Laguna Strikers. Como a Kasumi, le disgusta la falta de disciplina del equipo.
Erenoa Sonoda (エレノア・ソノダ)
Seiyū: Ami Koshimizu
La asistente de Río, ella tiene una personalidad floja, es poco rigurosa en su trabajo y tiene un problema de bebidas. Sin embargo, ella es una persona caritativa y todo el mundo la ve como una figura de hermana mayor a la cual pueden consultar.
"Jugador"
El nuevo comandante de las Laguna Strikers, él usando el "Mind Drive" puede conectar su mente con las Ragna Strikers, haciéndolas "invencibles".

## Desarrollo
La serie fue hecha por Satelight, fue producida por Aniplex y Dingo Inc. como los creadores originales y DMM como distribuidor del juego. La Seiyū Tomoyo Kurosawa como la protagonista Ayano Anemori cantara el opening "Kizuna no Chikara" (絆のチカラ).

## Medios de comunicación

### Anime
El anime es dirigido por Junichi Wada mientras el guion es escrito por Takeshi Kikuchi con el diseño de los personajes por Tōru Imanishi.

#### Lista de episodios
| Núm. | Título | Fecha de emisión    |
| ---- | --- | ------------------- |
| 1    | "Prologue ―Encuentro―" "Purorōgu ―Kaikō―" (プロローグ ―邂逅―)                                                            | 3 de abril de 2016  |
| 2    | "Kotatsu del Sueño" "Madoromi no Kotatsu" (まどろみの炬燵)                                                               | 10 de abril de 2016 |
| 3    | "Yo estoy Tibia" "Attakain desu" (あったかいんです)                                                                      | 17 de abril de 2016 |
| 4    | "Ayano, ¡Vaya!" "Ayano, ikimasu!" (綾乃、いきます！)                                                                     | 24 de abril de 2016 |
| 5    | "Todavía Somos Chicas, Sabes" "Datte on'nanokoda mon" (だって女の子だもん)                                               | 1 de mayo de 2016   |
| 6    | "Fiarem Contraataca" "Fiaremu geigeki-sen" (フィアレム迎撃戦)                                                            | 8 de mayo de 2016   |
| 7    | "Incluso un Guerrero Necesita Bañarse!" "Senshi ni datte o furo wa hitsuyōnandesu!" (戦士にだってお風呂は必要なんです！) | 15 de mayo de 2016  |
| 8    | "Nice Talk!!" "Naisu tōku! !" (ナイストーク！！)                                                                         | 22 de mayo de 2016  |
| 9    | "Achu" "Pushi ~tsu" (ぷしっ)                                                                                             | 29 de mayo de 2016  |
| 10   | "Para Proteger a Todos" "Subete o surutameni" (すべてを守るために)                                                       | 5 de junio de 2016  |
| 11   | "Un Cielo de Desesperación" "Zetsubō no Sora" (絶望の空)                                                                 | 12 de junio de 2016 |
| 12   | "Esperanza" "Kibō" (希望)                                                                                                | 19 de junio de 2016 |

### Videojuego
El anime está basado en un "juego de acción de batalla 3D en tiempo real" para iOS, Android, y PC. El jugador asume el rol de un comandante especial de las chicas de la unidad Ragnastrikers para pelear contra el misterioso enemigo Fiarem. El juego estaba programado para publicarse en verano de 2016, pero fue pospuesto hasta otoño porque los desarrolladores querían agregar más contenido y pulir el juego. El juego iba a ser publicado el 17 de noviembre de 2016. Sin embargo, fue pospuesto incluso más para terminar de pulirlo. El 15 de diciembre de 2016, Ragnastrike Angels fue finalmente publicado.